# Rønne Fyr
Rønne fyr (også kaldet: Rønne Bagfyr og Svenskefyret) er et fyrtårn ved Havnebakken (med adgang via en trappe) nær Rønne Havn i Rønne på Bornholm. Der er også adgang til bagsiden fra Lygtestræde.

## Historie og beskrivelse
Fyret blev bygget af det bornholmske firma H. Wichmann & Co. i 1880 for en sum af 9900 kr (foruden en lynafleder og en doseringsmur for yderligere 597 kr). Fyret erstattede det simple fyr, som tidligere stod på stedet. Det blev taget i brug den 27. september 1880, i første omgang med grønt lys, som snart blev ændret til rødt, en anden kilde nævner i stedet en fyrkarakteren L.Fl.W
Rent fysisk består fyret af et tilspidset, hvidmalet ottekantet tårn i støbejern på i alt 12 meter, og konstruktionen på toppen består af en signallanterne og galleri som giver tårnet sin fulde højde på 18 meter og en flammehøjde på 24 moh. Kuplen på tårnet er af kobber.
Fyret blev restaureret og malet i 2000. Fyret blev taget ud af brug i 1987.